# Verlag Nicole Schmenk
Der Verlag Nicole Schmenk war ein Buchverlag in Oberhausen, der sich auf Heavy Metal, Literatur aus NRW, Fantasy und Geschichtswissenschaft spezialisiert hatte. Der Verlag wurde 2011 von Nicole Schmenk gegründet. Am 30. November 2019 hat der Verlag seine Arbeit eingestellt.

## Geschichte
Holger Schmenk, Ehemann von Verlagsgründerin Nicole Schmenk, hatte bereits das Buchprojekt Kumpels in Kutten. Heavy Metal im Ruhrgebiet initiiert, das im Verlag Henselowsky und Boschmann erschien. Nicole Schmenk, die bereits während ihres Universitätsstudiums an verschiedenen Buchprojekten mitgearbeitet hatte, beschloss, die Verlagsarbeit selber zu übernehmen und gründete im Februar 2011 den Verlag. Die erste Veröffentlichung war Das Phänomen Heavy Metal: Ein Szeneporträt von Christoph Lücker, ehemaliger Tourbassist von Paul Di’Anno, gefolgt von Unsterblich, der Bandbiografie von Subway to Sally. Des Weiteren erschienen bislang Biografien von J.B.O., Tankard, Nirvana, Die Apokalyptischen Reiter, George Harrison, Peter Steele und Scott Ian sowie die Firmengeschichte des Heavy-Metal-Labels Century Media.
Neben Büchern mit dem Schwerpunkt Heavy Metal veröffentlichte der Verlag Fachbücher aus dem Bereich Geschichtswissenschaft und Didaktik sowie die Werke von Heinz Georg Schmenk und Kinder- und Jugendliteratur von Mira Keiner, Christian Krumm und Volker W. Degener. Die Bücher wurden hauptsächlich über den eigenen Online-Shop, über Großhändler wie Libri oder Könemann sowie über Online-Buchhändler wie Amazon und buecher.de vertrieben. Zu E-Books äußerte Schmenk eine skeptische Grundhaltung.
Am 30. November 2019 stellte der Verlag seinen Betrieb ein.